# Fem svarta höns (miniserie)
Fem svarta höns är en australisk miniserie från 1981 producerad av Channel 7. Den är en adaption av Nevil Shutes roman A Town Like Alice från 1950. Serien regisserades av David Stevens och var vid tidpunkten Australiens dyraste TV-produktion någonsin. Den har sålts till 70 länder och belönats med ett flertal priser.

## Handling
Jean Paget, en brittisk kvinna, är krigsfånge i det japanskockuperade Malaya under andra världskriget. Under en lång marsch mellan två fångläger träffar hon den australiske soldaten Joe Harman. När den japanske kaptenen Sugamo upptäcker att han bistått kvinnorna i gruppen tvingar han kvinnor och barn att bevittna hur han misshandlas. 
Jean och Joe skiljs åt och hon vet inte om han har överlevt tortyren. Efter kriget söker de båda efter varandra på varsitt håll, och de återförenas i Australien där de bygger ett liv tillsammans i Alice Springs.

## Rollista
| Dorothy Alison    | – Mrs Frith         |
| John Allen        | – Bill Holland      |
| Zain Ariff        | – Mat Amin bin Taib |
| Caspian Ashby     | – Johnnie Horsefall |
| Zainal Aziz       | – Suleiman          |
| Debbie Baile      | – Audrey Forbes     |
| Lucy Bell         | – Jane Holland      |
| Steve Bisley      | – Tim Whelan        |
| Bryan Brown       | – Joe Harman        |
| Kenneth Brown     | – Ben Leggatt       |
| Peter Collingwood | – Dr Kennedy        |
| Maggie Dence      | – Mrs O'Connor      |
| Pat Evison        | – Mrs Collard       |
| Maurie Fields     | – Al Burns          |
| Anne Haddy        | – Aggie Topp        |
| Syd Heylen        | – Art Foster        |
| Sean Hinton       | – Freddie Holland   |

| John Howard      | – Donald Paget       |
| Gordon Jackson   | – Noel Strachan      |
| John Lee         | – Les Robinson       |
| Lorna Lesley     | – Rose Sawyer        |
| Tom E. Lewis     | – Bourneville        |
| Joan Lord        | – Miss Carter        |
| Donald MacDonald | – Derek Wilson-Hayes |
| Tim McKenzie     | – Pete Fletcher      |
| Helen Morse      | – Jean Paget         |
| Richard Narita   | – Kapten Sugamo      |
| Cecily Polson    | – Eileen Holland     |
| Lois Ramsey      | – Mrs Driver         |
| Yuki Shimoda     | – Sergeant Mifune    |
| Hatsuo Uda       | – Kapten Koniata     |
| Anna Volska      | – Sally Wilson-Hayes |
| Jennifer West    | – Mrs Horsefall      |
| Arkie Whiteley   | – Annie              |

## Om serien
Med en produktionskostnad på 1,25 miljoner australiska dollar var den vid tidpunkten landets dyraste TV-serie. Producenten Henry Crawford låg bakom succén Mot alla vindar, och kunde därför utan stora problem övertyga finansiärer om projektets potential. Inspelningarna gjordes i tre länder, Australien, Nya Zeeland och Malaysia. Scenerna från London filmades i Sydney, och Nya Zeeland fick föreställa Skottland. Skådespelaren Bryan Brown var relativt okänd, och accepterades endast motvilligt av produktionsbolaget. Helen Morse sågs som ett säkert kort, och Gordon Jackson behövde inte ens provspela.
I svensk TV har serien visats 1982 och 1991, då i en version omklippt till sex avsnitt.

## Utmärkelser
- International Emmy Award for Drama[2]
- Logie Awards för serien och för skådespelarna Brown, Morse, Jackson och Alison[3]
- Broadcasting Press Guild Award[4]
- BANFF Television Festival Award